# وی۳۳۷ شاه‌تخته
وی۳۳۷ شاه‌تخته یک ستاره است که در صورت فلکی شاه‌تخته قرار دارد.